# Лиса гора (Канів)
Ли́са Гора́ — ботанічна пам'ятка природи місцевого значення в Україні. Розташована на однойменній горі в місті Каневі Черкаського району Черкаської області, в районі вул. Ісковщини.

## Створення
Створений рішенням Черкаської обласної ради від 28.11.1979 року № 597. Перебуває у віданні Канівської міської громади.

## Межі території
Площа 1,5 га. Охоплює вершину і південний схил Лисої гори. 

## Природоохоронне значення
Під охороною представники степової рослинності (мезоксерофітного степу).